# Delo
Delo je zavestno uporabljanje telesne ali duševne energije za pridobivanje rezultatov. Delo je na splošno vsaka smotrna človekova dejavnost, ki zadovoljuje materialne ali duhovne potrebe posameznika ali skupnosti. Od igre in športa se delo razlikuje po cilju in načrtnosti. Delo je proces izmenjavanja snovi med človekom (kot družbenim bitjem) in naravo, proces, ki ga človek zavestno ureja in nadzoruje. V tem širokem pojmovanju je delo  temeljna in stalna funkcija vsake človeške družbe, pogoj človekovega obstoja in njegovega zgodovinskega razvoja. Delo pa ima poleg te splošne značilnosti še svoje družbene karakteristike, značilne za vsako dobo človeškega razvoja. Osnovna značilnost človeškega dela je zavestna aktivnost in izdelovanje ter uporabljanje orodja za delo. Tu ločimo dejavnike vsakega delavnega procesa, ki so: smotrna dejavnost oziroma delo samo, predmet, na katerega je dejavnost usmerjena, in sredstvo, s katerim se delo opravlja, ter proizvodno delo, ki je delo na področju materialne proizvodnje, rezultat pa so materialno uporabne dobrine.
Enota za količino opravljenega dela je človek-ura. Obstajata tudi večji enoti - človek-dan (je enako kot 8 človek-ur) in človek-leto (po navadi enako kot 2000 človek-ur). 